# Ban Chiang

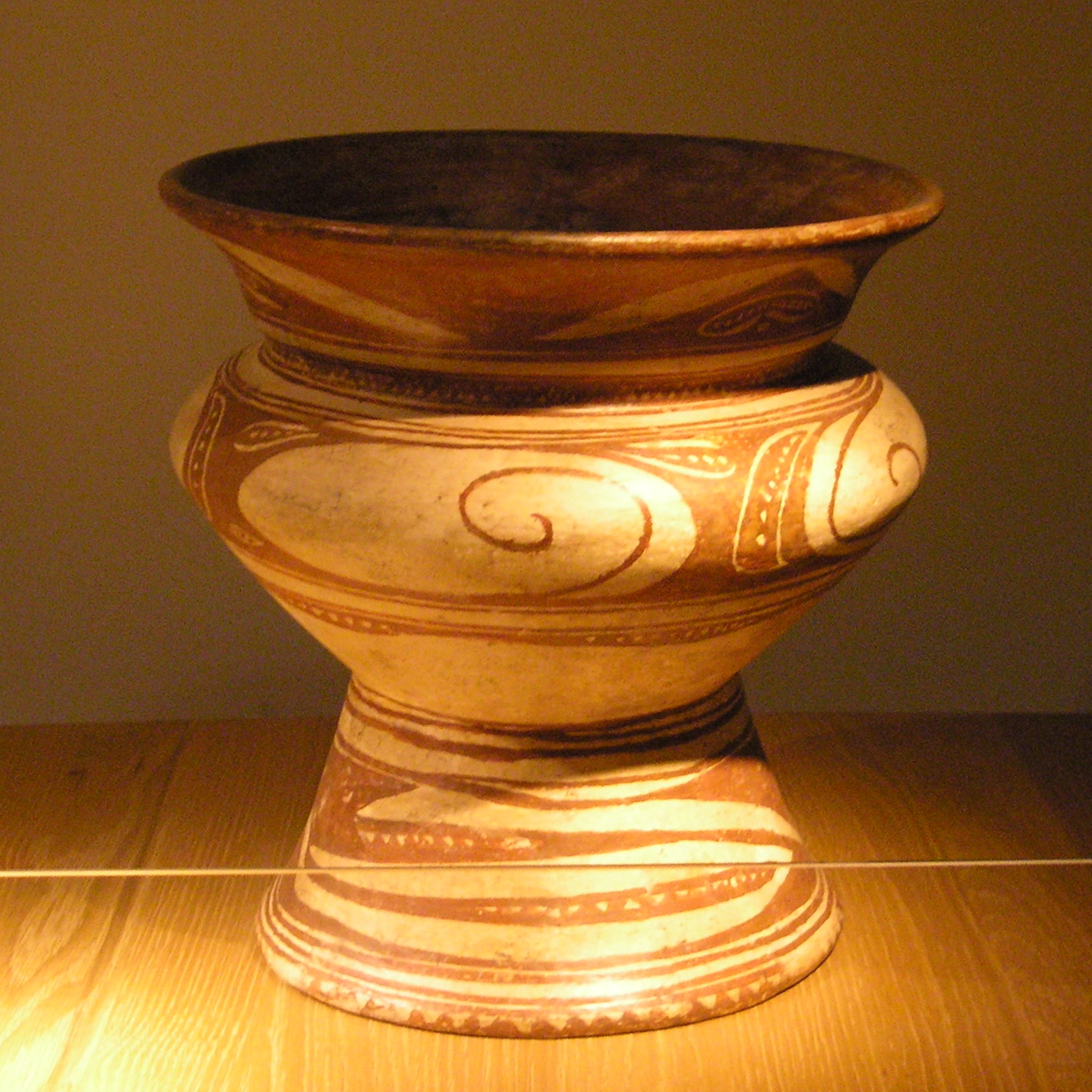
Lerkruka från Lopburi, Ban Chiang-kulturen

Ban Chiang (thailändska: แหล่งโบราณคดี บ้านเชียง) är ett fornminnesområde i distriktet Nong Han i provinsen Udon Thani i Thailand. Det är sedan 1992 listat på Unescos världsarvslista.
Vid upptäckten 1966 tilldrog sig Ban Chiang stor uppmärksamhet tack vare dess vackert rödmålad keramik. Den första vetenskapliga utgrävningen gjordes 1967 och man fann flera skelett tillsammans med gravgåvor av brons. Lämningar av ris har också hittats indikerande att bronsåldersinvånarna var jordbrukare. De äldsta gravarna saknar gravfynd av brons och tillhör därför en neolitisk kultur. De yngsta gravarna är från järnåldern.
De första dateringarna utfördes med Termoluminiscensdatering och resulterade i en datering mellan 4420 f.Kr. och 3400 f.Kr., vilket skulle gjort Ban Chiang till den äldsta bronsålderskulturen i världen. Vid en senare utgrävning 1974–1975 fann man tillräckligt med material för en kol-14-datering, vilket dock resulterade i en mycket yngre datering. Den äldsta gruppen av bronsföremål daterades från omkring 2100 f.Kr. till mellan 1320 f.Kr. och 1000 f.Kr.
Liksom i Norden tycks tekniken kommit färdigutvecklad eftersom fynden av rena kopparföremål är mycket få. Under den tidiga perioden till och med cirka 900 f.Kr. används märkligt nog en legeringsgrad av tenn som inte ger en bättre hårdhet än ren koppar även för verktyg, å andra sidan finns stora tennfyndigheter i bergen nära Ban Chiang liksom i andra delar av Östasien, vilket borde gjort tenn relativt billigt.
I den yngsta perioden, 300 f.Kr. till 300 e.Kr., har prydnadsföremålen en mycket hög tennhalt, förmodligen för att få dem att likna guld men som dock gör dem mycket spröda.